# 隠岐の島ウルトラマラソン
隠岐の島ウルトラマラソン（おきのしまウルトラマラソン）とは毎年6月中下旬に島根県隠岐の島で開催されるマラソン大会である。

## 概要
- フルマラソンよりも長い、ウルトラマラソンと呼ばれる100 kmマラソンの部と50 kmマラソンの部が併設されている。
- 島根県隠岐の島全体にまたがるコースで、毎年6月中下旬の日曜日に開催される。100 kmコースは、西郷港をスタートし、隠岐の島を一周し、隠岐の島町総合体育館 - レインボーアリーナをゴールとする[1]。
- 第1回大会は、2005年（平成17年）10月23日に行われた。第2回大会は、2007年（平成19年）6月17日に開催されそれ以降6月開催となっている。
- 隠岐の島は公務員ランナー・川内優輝の実父の故郷にあたる。その縁も有って、川内は2011年（平成23年）大会から2018年（平成30年）まで、同ウルトラマラソン・50 kmの部に8年連続で出走している[2]。

## 競技種目
- 100 kmの部
- 50 kmの部

## 制限時間
- 8回大会は【100 kmの部】14時間30分　【50 kmの部】8時間[1]
- 一定の距離ごとに関門があり、所定の時刻までに到達しなければ、競技の中止が命じられる。

## レインボーメダルホルダー
- 7回完走した者に与えられる称号で、特典として記念のポロシャツや特産品がもらえる[1]。

## 主催
- 島根県隠岐の島町

## 主管
- 隠岐の島ウルトラマラソン実行委員会

## 後援
- 島根県
- 島根県教育委員会
- 国土交通省
- 公益社団法人島根県観光連盟
- 山陰中央新報社

## 支援・協力
- 陸上自衛隊出雲駐屯地
- 島根県隠岐支庁
- 島根県警察本部
- 島根県隠岐の島警察署
- 隠岐空港利用促進協議会
- 風待ち海道倶楽部